# Gymnoptera longicostalis
Gymnoptera longicostalis är en tvåvingeart som beskrevs av Schmitz 1933. Gymnoptera longicostalis ingår i släktet Gymnoptera och familjen puckelflugor. Arten har ej påträffats i Sverige. Inga underarter finns listade i Catalogue of Life.